# Belfort-du-Quercy
 Belfort-du-Quercy  (en occitano Belfòrt de Carcin) es una población y comuna francesa, situada en la región de Mediodía-Pirineos, departamento de Lot, en el distrito de Cahors y cantón de Lalbenque.

## Demografía
| 541 | 519 | 483 | 441 | 458 | 464 |
| Para los censos de 1962 a 1999 la población legal corresponde a la población sin duplicidades (Fuente: INSEE [Consultar]) |     |     |     |     |     |